# Meridiano 108 E
O meridiano 108 E é um meridiano que, partindo do Polo Norte, atravessa o Oceano Ártico, Ásia, Oceano Índico, Oceano Antártico, Antártida e chega ao Polo Sul. Forma um círculo máximo com o Meridiano 72 W.
Começando no Polo Norte, o meridiano 108º Este tem os seguintes cruzamentos:
| País, território ou mar | Notas |
| ----------------------- | --- |
| Oceano Ártico           | |
| Mar de Laptev           | Passa a leste da ilha Maly Taymyr, Severnaya Zemlya, Rússia · Passa a leste da ilha Ostrov Bol'shoy, Rússia |
| Rússia                  | Península de Taymyr                                                                                         |
| Baía Faddey             | |
| Rússia                  | Península de Taymyr                                                                                         |
| Golfo de Khatanga       | |
| Rússia                  | Passa no Lago Baikal                                                                                        |
| Mongólia                | |
| China                   | Mongólia Interior Shaanxi Gansu Shaanxi Sichuan Chongqing Guizhou Guangxi                                   |
| Vietname                | Quảng Ninh                                                                                                  |
| Golfo de Tonquim        | |
| Vietname                | Thừa Thiên–Huế Da Nang Quảng Nam Kon Tum Gia Lai Đắk Lắk Đắk Nông Lâm Đồng Đắk Nông Lâm Đồng Bình Thuận     |
| Mar da China Meridional | |
| Indonésia               | Ilha Natuna Besar                                                                                           |
| Mar da China Meridional | |
| Indonésia               | Ilha Belitung                                                                                               |
| Mar de Java             | |
| Indonésia               | Ilha de Java                                                                                                |
| Oceano Índico           | |
| Oceano Antártico        | |
| Antártida               | Território Antártico Australiano, reclamado pela Austrália                                                  |